# Дикинсон, Эдуард (музыковед)
Эдуард Дикинсон (англ. Edward Dickinson; 10 октября 1853, Уэст-Спрингфилд, округ Хампден, штат Массачусетс — 25 января 1946, Оберлин, штат Огайо) — американский музыковед. Дальний родственник Эмили Дикинсон.
Окончил Амхерст-колледж (1876), там же получил магистерскую степень (1881), затем учился в Консерватории Новой Англии. Продолжил образование в Берлине под руководством Филиппа Шпитты, изучая творчество Иоганна Себастьяна Баха, в течение трёх лет сам преподавал в Берлинском университете, руководил кафедрой музыки в колледже города Элмайра. С 1893 г. на протяжении многих лет преподавал историю музыки в консерватории Оберлинского колледжа.
Наиболее известный труд Дикинсона — монография «Музыка в истории западной церкви» (англ. Music in the History of the Western Church; 1902, переиздания 1925, 1969). Кроме того, Дикинсону принадлежит ряд учебных пособий, в том числе «Изучение истории музыки» (англ. The Study of the History of Music; 1905, несколько переизданий). Известностью пользовалась также научно-популярная книга «Образование любителя музыки» (англ. The Education of a Music Lover: A Book for Those who Study or Teach the Art of Listening; 1911) и труд (англ. Music and the Higher Education; 1915), в котором обосновывалось место музыки в общеуниверситетском курсе, то есть за пределами специализированной профессиональной подготовки музыкантов.